# Федекс-форум
 «Фед-Екс-форум»  (англ. FedExForum) — спортивний комплекс у Мемфіс, відкритий у 2004 році. Місце проведення міжнародних змагань з кількох видів спорту і домашня арена для команди Мемфіс Ґріззліс, що входить до НБА.

## Місткість
- баскетбол 18 165
- Хокей із шайбою 12 633